# Station Stonegate
Stonegate is een spoorwegstation van National Rail in Ticehurst, Rother in Engeland. Het station is eigendom van Network Rail en wordt beheerd door Southeastern. 